# Piața Avram Iancu din Cluj-Napoca
Piața Avram Iancu este una din cele mai importante piețe ale Clujului. În timpul administrației primarului Gheorghe Funar (PRM) în mijlocul acestei piețe a fost ridicată  statuia lui Avram Iancu, un monument criticat ca disproporționat și inestetic. Concomitent, în anul 1993, administrația Funar a atribuit pieței  actualul nume, deși în altă parte a orașului exista deja o stradă cu numele Avram Iancu.

## Istoric
Până în a doua jumătate a secolului al XIX-lea această piață a fost rând pe rând câmp de instrucție pentru soldați, pășune și mai apoi târg de vite și de lemne. În perioada Belle Époque zona pieței a fost regândită ca extindere a zonei civice a orașului, când a fost inițiat proiectul de a construi în această zonă două piețe, una la nord și alta la sud, în prelungirea celeilalte. Piața din sud, inițial Piața Huniade, a fost redenumită de autoritățile române în  Piața Ștefan cel Mare. Vechea piață din nord, inițial Piața EMKE (abreviere a Societății Culturale a Maghiarilor din Transilvania, similară societății românești ASTRA), a fost redenumită succesiv în Piața Bocskai (după principele transilvănean Ștefan Bocskai), apoi Cuza Vodă (din 1923). În timpul celui de-al doilea război mondial autoritățile fasciste ungare i-au dat numele de Adolf Hitler. După al doilea război mondial a fost redenumită în Piața Malinovski, după Rodion Malinovski, mareșalul sovietic învingător în bătălia de la Stalingrad, unde au fost încercuite deopotrivă trupele germane, ungare, române, italiene și croate. În contextul disensiunilor dintre regimul comunist român și cel comunist sovietic, în timpul regimului Nicolae Ceaușescu, numele Malinovski a fost înlocuit în Piața Victoriei. Din 1993 poartă actuala denumire.

## Descriere
În această piață se găsesc următoarele clădiri: Catedrala Mitropolitană din Cluj (sfințită în noiembrie 1933), Palatul de Finanțe (construit în anii 1880), Palatul Arhiepiscopiei Ortodoxe a Clujului (edificiu din 1887), Palatul Regionalei de Căi Ferate (fostul sediu al EMKE), clădirea Institutului Teologic Protestant (1894-1895), Palatul Prefecturii și sediul Consiliului Județean. 
Pe latura vestică a pieței se află clădirea Cercul Militar Cluj, care încă adăpostește la parter fostul cinematograf Royal, fost Corvin, fost Popular și actualul Victoria (din 1964).
În spatele Catedralei Ortodoxe este amplasat monumentul „Glorie Ostașului Român”, inițiat de administrația Gheorghe Funar pe locul unui monument al tanchiștilor sovietici.